# Winsome Cripps
Winsome Cripps, född 9 februari 1931, död 30 maj 1997, var en australisk friidrottare. Hon deltog vid olympiska sommarspelen 1952.